# 真冬、四連夜奏
「真冬、四連夜奏」（まふゆ しれんやそう）は、2006年1月にリリースされた彩冷えるの通算7枚目のシングルである。発売元はSPEEDDISK。

## 解説
- 三部作として発表された「戴冠式前夜 〜いぎょうのそうのとうじしゃ〜」、「月請い 〜かこやかすれさけびし〜」、「キスミイスノウ 〜まなつゆきとろけるしょうげん〜」からそれぞれ1曲と、新曲1曲で構成されている。
- グリッタートロウペンのPVがCD購入者応募者全員プレゼントになった。
- 10000枚限定発売シングル。

## 収録曲
1. 戴冠式前夜
  - 作詞・作曲：涼平
2. 音楽を下らぬ
  - 作詞・作曲：涼平
3. 頭がおかしい
  - 作詞・作曲：涼平
4. グリッタートロウペン
  - 作詞・作曲：涼平